# Cyril Gautier
Cyril Gautier (født 26. september i Plouagat) er en fransk tidligere landevejsrytter og banerytter. Han kørte senest for B&B Hotels–KTM.
Han har tidligere kørt for Bretagne-Armor Lux, som var det hold han blev professionel for i 2008.

## Meritter
2008
 Europa U23 Europæisk mesterskab
Etapesejer, Kreiz Breizh
2010
1. plads, Route Adélie
2011
3. plads, Les Boucles du Sud Ardèche
2012
 Ungdomskonkurrencen, Critérium International